# Juan de Lacoizqueta
Juan de Lacoizqueta e Hizu (Legasa de Navarra, Corona de España, 1653–Santa Fe, gobernación del Río de la Plata, 4 de noviembre de 1728) era un hidalgo y militar español, además de funcionario colonial del gobierno rioplatense, de muy destacada actuación en la sociedad santafesina de la América del Sur española. Ascendido a sargento mayor en la ciudad de Santa Fe en 1689, fue luego nombrado alcalde en 1694, 1701 y en 1711, también fue asignado como procurador general de la citada ciudad en 1695, 1697 y en 1708. Al tomar Colonia del Sacramento en 1705, fue nuevamente ascendido a maestre de campo, y años después sería designado como teniente de gobernador en el período de 1712 hasta finales de 1714, e interinamente en 1716.

## Biografía hasta el cargo gubernamental

### Origen familiar y primeros años

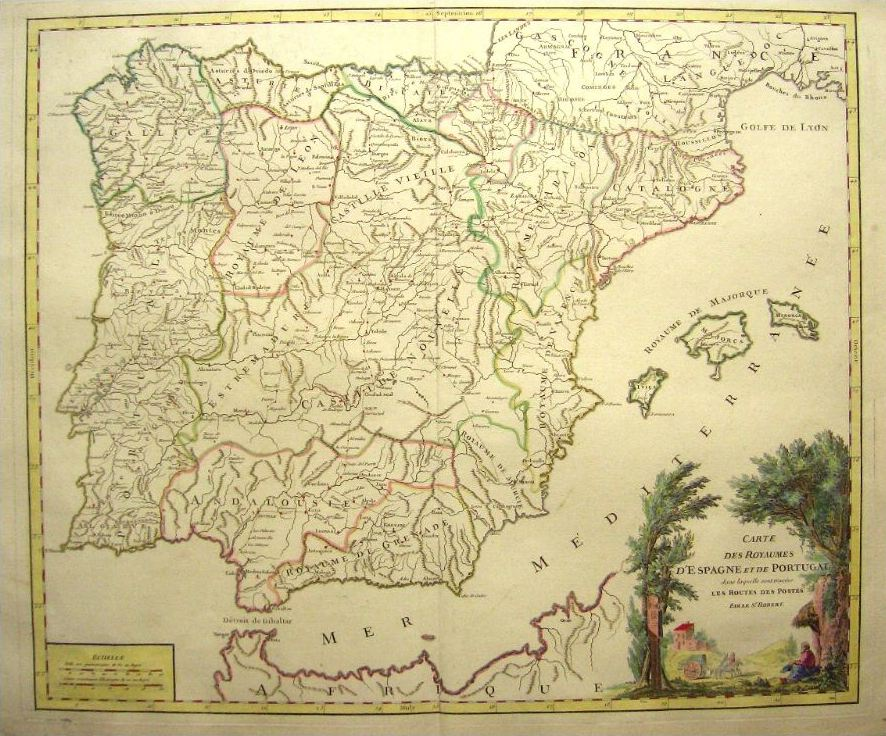
La Corona de España con el Reino de Navarra (mapa del).

Juan de Lacoizqueta había nacido en el año 1653, en el pueblo de Legasa del valle de Bértiz-Arana, dentro del Reino de Navarra que formaba parte de la Corona de España, luego de la conquista castellano-aragonesa de 1512, siendo hijo de Juan de Lacoizqueta y de María Ana de Hizu, de la Casa-Palacio de Elizondo.
Su vida personal la desarrollaría muy lejos de su familia, a excepción de su primo paterno quien también pasó al Nuevo Mundo, aunque se instalaría del otro lado de la cordillera de los Andes y cuyos padres eran María de Lacoizqueta y Pedro de Lecaros (m. 1683) que era el señor de la Casa de Ibarrondoa, y quienes se habían casado en Narvarte hacia 1650, y tendrían dos hijos: María y Juan.
El primo antes citado, Juan de Lecaros y Lacoizqueta (Narbarte del valle de Bértiz-Arana, 1652-Santiago de Chile, 1694) viajó también a la Sudamérica española en el año 1675 y terminó residiendo en la ciudad de Santiago adonde se unió en matrimonio con la chilena Juana Ovalle (ib. ca. 1660-ib. 1737), una hija del capitán Alonso Ovalle Zapata (ib., 1624-ib., 1702) y de Ana María Amasa-Iturgoyen Pastene, y quien fuera descendiente paterna del conde Enrique Manuel de Villena. Se convertiría en alcalde de Santiago en 1693 hasta su fallecimiento al año siguiente, dejando hijos sucesores.
El blasón del linaje que trajo Juan de Lacoizqueta está descripto de la siguiente forma: "en campo de azur, una sirena de carnación con un espejo de oro en la mano derecha y un peine del mismo metal en la izquierda, sobre ondas de agua de plata y azur".

### Carrera militar y traslado a la ciudad tucumana de Esteco

Virreinato del Perú en su máxima extensión, hacia 1650.

Una vez terminada su carrera militar en la península ibérica fue mandado por la Corona a la Sudamérica española en 1688, llegando probablemente por el lado peruano, con el rango de capitán de infantería.
Fue enviado inmediatamente en el citado año a la ciudad de Nuestra Señora de Talavera de Madrid y San Carlos de Esteco Nueva —erigida en 1566 en otro paraje— en la gobernación del Tucumán que había sido trasladada en 1609 hacia la confluencia de los ríos Pasaje y Piedras, aunque el anterior emplazamiento no había sido abandonado del todo, ya que habían quedado ciertos establecimientos rurales como la estancia Esteco Vieja y rancheríos de Culicas-Yatasto.

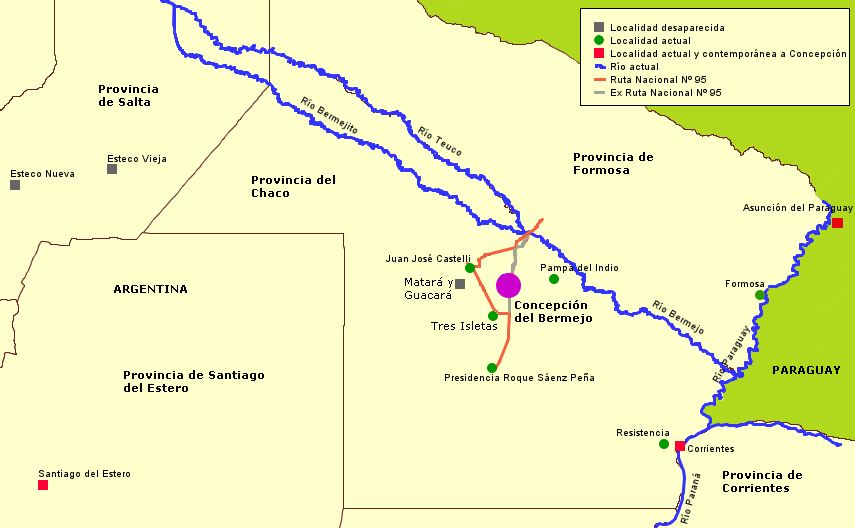
Mapa de la región chaqueña con las encomiendas de Matará y Guacará, y las ciudades españolas de Esteco (Vieja y Nueva), Concepción del Bermejo, Corrientes, Santiago del Estero y Asunción del Paraguay, hacia 1630 (con la división política actual).

En 1689, Lacoizqueta fue ascendido a sargento mayor y pasó a Buenos Aires en el siguiente año. Dos años después, en 1692, la ciudad de Esteco Nueva sería destruida por un terremoto.

### Residencia en Buenos Aires y traslado a Santa Fe

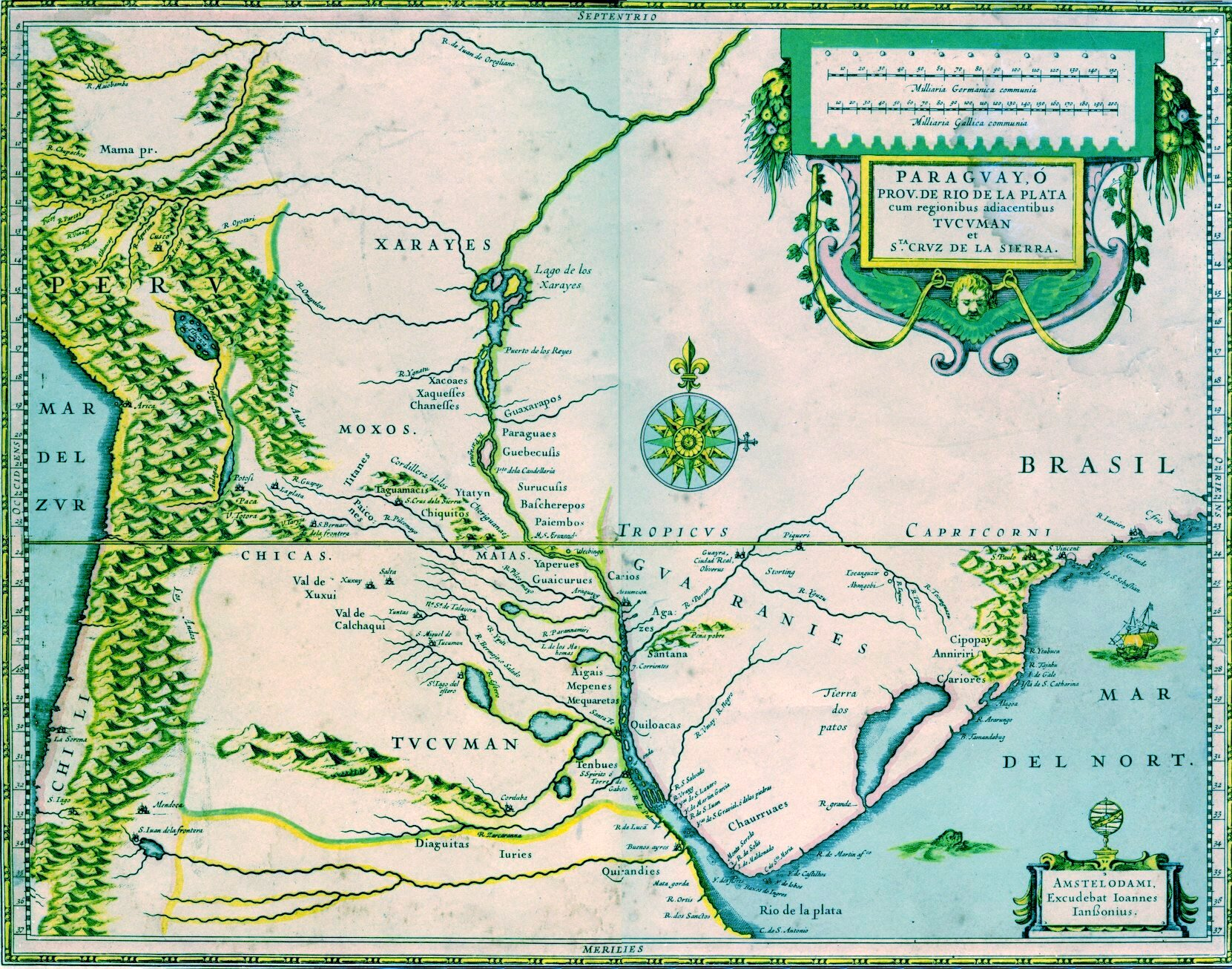
Las gobernaciones del Río de la Plata y Paraguay y del Tucumán (mapa de 1600).

Una vez ascendido a sargento mayor en 1690 fue enviado a la ciudad de Buenos Aires y luego de un año de residir allí, pudo conocer a María Martínez del Monje y Pessoa Figueroa que estaba haciendo trámites sucesorios.
Fue a unirse en matrimonio con esta última mujer en el nordeste argentino, específicamente en la ciudad de Santa Fe, de donde ella era oriunda. Una vez casado, el sargento mayor Juan de Lacoizqueta siguió residiendo en Buenos Aires con su esposa hasta que el matrimonio se asentó definitivamente en la citada urbe en 1693.
Dicha ciudad había sido fundada por Juan de Garay el 15 de noviembre de 1573 —cerca del actual pueblo de Cayastá y futuro asiento de la reducción abipona homónima en 1742— pero se fue mudando más hacia el sur, en el ángulo de la desembocadura del río Salado del Norte con el río Paraná, entre los años 1651 y 1660, debido a las crecientes del río Paraná y los ataques constantes de los guaycurúes.

### Alcalde santafesino de primer voto

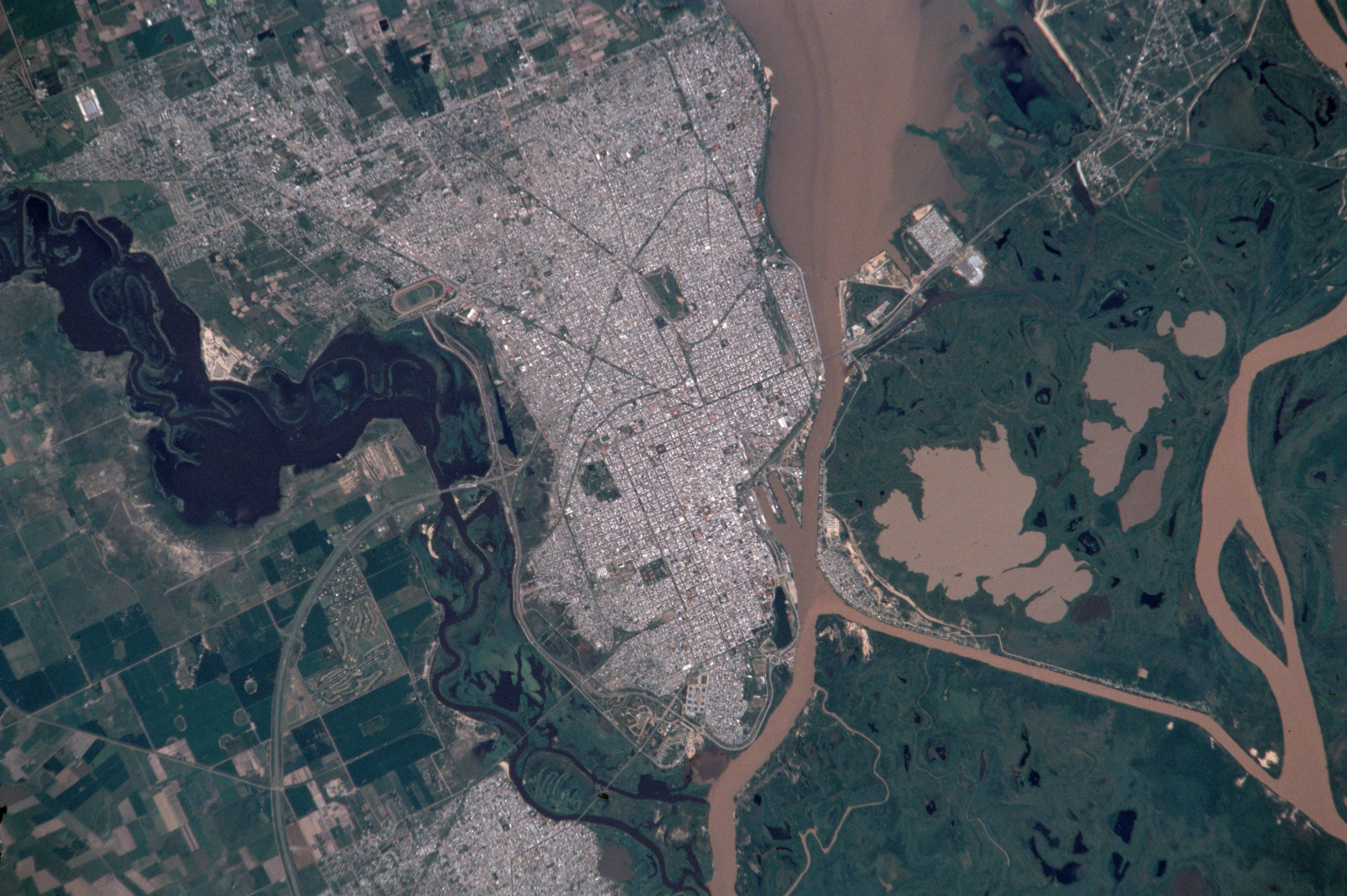
Vista satelital de la actual ciudad de Santa Fe en el ángulo de la desembocadura del río Salado del Norte (de color verde oscuro) en el río Paraná (de color marrón claro).

Desde 1691 hasta 1699 viajaba frecuentemente al Perú por asuntos de comercio en una importante escala —en un año compró 7 mil arrobas de yerba a los jesuitas— aprovechando la circunstancia de ser la ciudad de Santa Fe el puerto natural del Paraguay y punto de concurrencia de mercaderes del Tucumán, Cuyo y Alto Perú.
Al mismo tiempo en 1694, Juan de Lacoizqueta fue nombrado alcalde de primer voto de la nueva ciudad de Santa Fe, y comandó ese mismo año, dos compañías de santafesinos en la campaña de Colonia del Sacramento (fundada en 1680 por el reino de Portugal, a orillas del Río de la Plata). En 1695 y 1697 ocupó el cargo de procurador general de la ciudad.
En 1701 volvieron a nombrarlo alcalde, y en noviembre de 1704 nuevamente comandó el tercio de santafesinos, costeando de su propio caudal parte de los gastos de la expedición y logrando así, tras un sitio de cinco meses, la toma de Colonia en marzo de 1705, lo que le valió el ascenso a maestre de campo. En el mismo año Jerónimo de Gaete había asumido el día 7 de enero en el cargo de teniente de gobernador de Buenos Aires.
Dicha ocupación a manos españolas duró hasta 1715 —comandada por el gobernador rioplatense Alonso de Valdés Inclán que había procedido a la demolición de las defensas— fecha que debió devolverla a la Corona portuguesa ya que según el Tratado de Utretch (1713) pasaría a dicha nación.

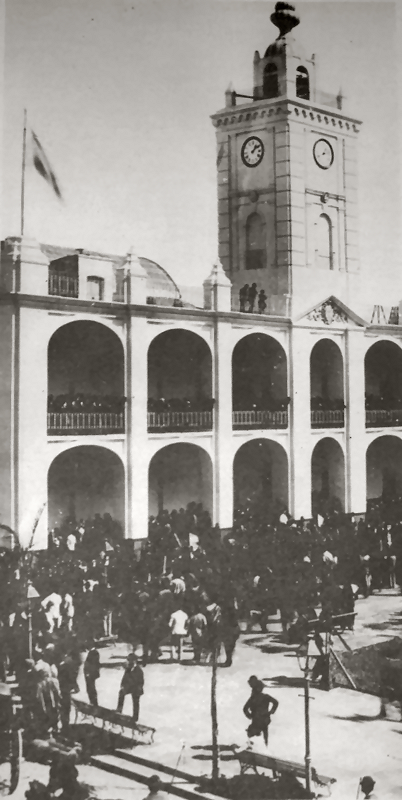
Cabildo de Santa Fe.

## Teniente de gobernador de Santa Fe

### Labor religiosa
Como la mayoría de los hombres de su época, Juan de Lacoizqueta fue un católico comprometido, nombrado prefecto de la congregación de nobles en 1705, lector de la Escuela de Cristo entre 1709 y 1711, teniendo una destacada actuación en la congregación de la Virgen de los Milagros.

### Procurador y alcalde de primer voto
Residiendo en su vivienda de cuatro solares en dicha ciudad —que se encontraba en la manzana delimitada por las actuales calles de 9 de Julio, 1.º de Mayo, Moreno y Corrientes— le asignaron otra vez en el cargo de procurador de la urbe en 1708 y nuevamente fue elegido por tercera vez alcalde de primer voto de Santa Fe en 1711.

### Nombramientos como teniente de gobernador
Posteriormente ocupó la máxima jerarquía política y militar cuando le nombraron como teniente de gobernador de Santa Fe en 1712, aunque en 1713 fuera depuesto por el cabildo de Santa Fe, por poco tiempo, al no haberse producido su confirmación por la Real Audiencia de Charcas.
La reposición en el puesto debió ser acatada por los capitulares, por lo que desempeñó el cargo de teniente de gobernador hasta el 27 de septiembre de 1714, y en 1716 lo volvió a ocupar interinamente. Por su desempeño y mérito en 1720, se le otorgaron privilegios por real cédula.

### Fallecimiento y sepultura
Finalmente el hidalgo español Juan de Lacoizqueta e Hizu fallecería el 4 de noviembre de 1728 —el día anterior había testado a favor de su hijo Juan José—  en la ciudad de Santa Fe, capital de la tenencia de gobierno homónima que formaba parte de la gobernación del Río de la Plata, y a su vez, formaba parte como una entidad autónoma del Virreinato del Perú.
Sus despojos fueron vestidos con la indumentaria de franciscano y fue sepultado en la iglesia de La Merced de la misma urbe.

## Matrimonio y descendencia
El entonces sargento mayor Juan de Lacoizqueta se había unido en matrimonio en la ciudad de Santa Fe el 19 de diciembre de 1691, con María Martínez del Monje y Pessoa Figueroa (n. Santa Fe, ca. 1667) quien aportara la mayor dote de que se tenga noticias en la sociedad colonial santafesina, y eran sus segundas nupcias, ya que había enviudado de Antonio Pérez con quien se había casado el 24 de agosto de 1681. Era hija del capitán hispano-riojano Francisco Martínez del Monje, alcalde ordinario de Santa Fe en 1687, y de su esposa hispano-argentina Isabel de Pessoa y Figueroa (Santa Fe, 1650-ib., 1729).
Su suegra Isabel era una hija del teniente de gobernador correntino Nicolás de Pessoa y Figueroa, nieta paterna del general hispano-chileno Pedro Homem de Pessoa y Pereda, corregidor de Cuyo de 1628 a 1631 y teniente de gobernador de Santa Fe de 1645 a 1648, tataranieta de Pedro Homem de Pessoa y Toro, regidor de Concepción del Bermejo de 1562 a 1565, y trastataranieta del capitán portugués Pedro Homem de Pessoa de Saa, que estaba al servicio del Imperio español y fue alcalde de Concepción de Chile de 1563 a 1565, y también descendiente de otros conquistadores chilenos de origen español como Mateo Pizarro —vecino fundador y encomendero de Osorno, de 1558 a 1585— además de Juan de Figueroa Villalobos, Francisco de Figueroa Mendoza, Juan Garcés de Bobadilla —encomendero desde 1574— y del capitán Francisco de Gudiel.
Juan de Lacoizqueta y María Martínez del Monje tuvieron cinco hijos:
- Juan José de Lacoizqueta y Martínez del Monje[13] (Santa Fe, 3 de mayo de 1694-ib., 20 de febrero de 1766) que había estudiado en la ciudad de Córdoba de la entonces intendencia del Tucumán, en el colegio de Nuestra Señora de Monserrat, cursando tres años de Filosofía desde marzo de 1708 hasta diciembre de 1710, y uno de Teología en 1711, en 1709 había logrado el diploma de bachiller en Artes, consiguiendo la licenciatura en 1710[13] y posteriormente fue maestre de campo, procurador-defensor de Menores y alcalde de Santa Fe, casado desde el 11 de abril de 1715 con Juana Ventura Márquez Montiel[14] (n. ib., 15 de mayo de 1700), una hija del maestre de campo Antonio Márquez Montiel (n. ib., 10 de enero de 1667) —que fue alférez desde 1688 y luego pasó a ser alcalde de Santa Fe— y de su esposa María Vargas Machuca (n. Corrientes, ca. 1670), casados el 15 de agosto de 1688, siendo ambos de muy buena posición económica dentro de la sociedad santafesina. En el año 1738, Juan José y Juana Ventura heredaron la casona de los padres de ella, construida en 1711 —actual «Casa de los Aldao»— y concibieron nueve hijos.[15]

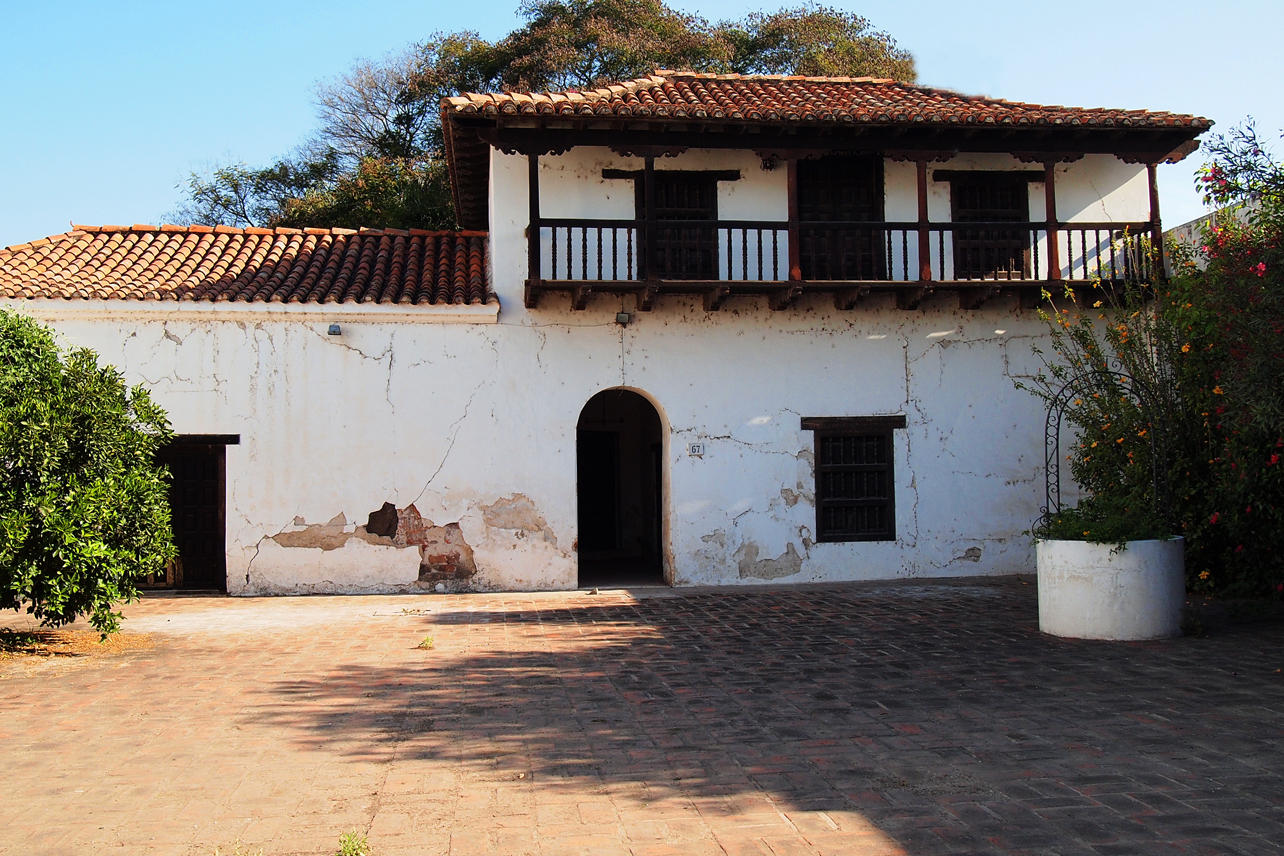
Casa de los Márquez Montiel y Lacoizqueta (actual «Casa de los Aldao», declarada Monumento Histórico Nacional en 1942).

- María Ventura de Lacoizqueta y Martínez del Monje (ib., 1696-ib., 1728) que se unió dos veces en matrimonio:

1) - En primeras nupcias el 20 de diciembre de 1713 con José de Sabiñán y de quien hubo una hija:
- Teodora de Sabiñán y Lacoizqueta, casada en 1739 con José Mier y de los Ríos.

2) - En segundas nupcias el 4 de agosto de 1718 con el español Sebastián Ruiz de Arellano que había sido nombrado alcalde de la ciudad y con quien tuvo cinco hijos:
- Sebastiana Ruiz de Arellano (n. ib., 23 de diciembre de 1719-ib., 1762) en matrimonio desde 1745 con José de Carballo y Aguilera del Pino (n. ib., 1713) quienes fueran padres de una única hija llamada Bonifacia Carballo Ruiz de Arellano (n. ca. 1750) y que a su vez se enlazaría en 1775 con Lucas de Echagüe y Andía Gaete (ib., 18 de octubre de 1739), los bisabuelos de Pedro Antonio Echagüe (n. Rosario, 24 de diciembre de 1859) quien fuera el 29.º gobernador de Santa Fe.
- José Alejandro  (n. ib., 1720).
- María Teresa Ruiz de Arellano (ib. 1725-ib., 1800) enlazada en 1752 con Narciso Javier de Echagüe y Andía (ib., 1724-ib., 1770), padres del sacerdote Francisco Xavier de Echagüe y abuelos del brigadier general Pascual Echagüe quien fuera gobernador de Entre Ríos desde 1832 y de Santa Fe desde 1842.
- María Isabel (ib., 1726-ib., 1769).
- María Eugenia (n. ib., 1728).

- Juana de Lacoizqueta y Martínez del Monje (n. ib., 8 de junio de 1698), unida en matrimonio en 1720 con el vasco-chileno Francisco de Barrenechea y con quien tuvo cinco hijos: Antonio de Barrenechea (n. ib., 1733) —que contrajo matrimonio en 1770 con Petrona Narbaja y Porcel de Peralta— quien fuera prior de la Venerable Orden Tercera (V.O.T.) de Santo Domingo en 1777, y además, Juan Francisco (n. ib., 1735), María Gregoria (n. ib., 1737), Ana de Barrenechea (ib., 1738-ib., 1808) quien fuera abadesa de la Venerable Orden Tercera (V.O.T.) de San Francisco en 1797, y Santiago de Barrenechea (n. ib., 1741).
- Rosa de Lacoizqueta y Martínez del Monje[18][19] (ib., 30 de agosto de 1703-ib., 1785) era priora de la Venerable Orden Tercera (V.O.T.) de Santo Domingo, casada el 27 de julio de 1726 con el maestre de campo correntino Manuel Maciel y Cabral de Alpoin[18] que fue alcalde, regidor y procurador de Santa Fe, y con quien concibiera ocho hijos, siendo el segundogénito Joaquín Maciel y Lacoizqueta (Santa Fe, 20 de junio de 1729-ib., 20 de octubre de 1564), el futuro abuelo del teniente coronel Juan Estanislao y Juana María del Campo Maciel que se uniría en matrimonio con el doctor Miguel Mariano de Villegas, siendo jurisconsulto, síndico-procurador general del cabildo, asesor del gobierno rioplatense y diputado de las Provincias Unidas del Río de la Plata.[20][21][22]
- Orencia Gabriela de Lacoizqueta y Martínez del Monje (ib., 1706-ib., 15 de enero de 1768) enlazada el 29 de marzo de 1732 con el capitán vasco-español Ambrosio de Zuviría (Legasa, ca. 1690-Santa Fe, 25 de abril de 1751), siendo ambos presidentes de la congregación de Nuestra Señora de los Milagros en 1734. Tuvieron una hija llamada María Elena de Zubiría (ib., 1733-ib., 1806) quien fuera priora de la Venerable Orden Tercera (V.O.T.) de Santo Domingo en 1777 y contrajo nupcias en 1752 con el manchego-español Francisco Ximénez Serrano, con quien tuvo seis hijos.